# Pterolophia rondoniana
Pterolophia rondoniana là một loài bọ cánh cứng trong họ Cerambycidae.